# Прапор Рокитнівського району
Пра́пор Роки́тнівського райо́ну затверджений рішенням Рокитнівської районної ради.

## Опис
Прапор Рокитнівського району — це жовте полотнище із блакитною смугою зверху, яка символізує річки та озера, якими багата Рокитнівщина. Зелена смуга внизу символізує зелень лісів та поля. Також на зеленому тлі розміщена жовта квітка азалії.

## Значення символіки
Азалія — символ Рокитного. Зелені вербові віти у лівому верхньому куті на жовтому тлі вказують на сучасну назву селища. Лінії, що відходять від середини сторін прапора, висікають білі трикутники — це символ чистоти озер і річок краю.